# Imre Boda
Imre Boda (Szolnok, 10 ottobre 1961) è un ex calciatore ungherese, di ruolo attaccante.

## Carriera

### Club
Nella stagione 1988-89, quando giocava nell'Olympiakos Volos, fu capocannoniere del campionato greco, con 20 reti.

### Nazionale
Conta 8 presenze e 3 reti con la Nazionale ungherese.

## Statistiche

### Cronologia presenze e reti in Nazionale
| Cronologia completa delle presenze e delle reti in nazionale ― Ungheria | Cronologia completa delle presenze e delle reti in nazionale ― Ungheria | Cronologia completa delle presenze e delle reti in nazionale ― Ungheria | Cronologia completa delle presenze e delle reti in nazionale ― Ungheria | Cronologia completa delle presenze e delle reti in nazionale ― Ungheria | Cronologia completa delle presenze e delle reti in nazionale ― Ungheria | Cronologia completa delle presenze e delle reti in nazionale ― Ungheria | Cronologia completa delle presenze e delle reti in nazionale ― Ungheria |
| Data                                                                    | Città                                                                   | In casa                                                                 | Risultato                                                               | Ospiti                                                                  | Competizione                                                            | Reti                                                                    | Note                                                                    |
| ----------------------------------------------------------------------- | ----------------------------------------------------------------------- | ----------------------------------------------------------------------- | ----------------------------------------------------------------------- | ----------------------------------------------------------------------- | ----------------------------------------------------------------------- | ----------------------------------------------------------------------- | ----------------------------------------------------------------------- |
| 15/10/1986                                                              | Budapest                                                                | Ungheria                                                                | 0 – 1                                                                   | Paesi Bassi                                                             | Qual. Euro 1988                                                         | -                                                                       |                                                                         |
| 12/11/1986                                                              | Atene                                                                   | Grecia                                                                  | 2 – 1                                                                   | Ungheria                                                                | Qual. Euro 1988                                                         | 1                                                                       |                                                                         |
| 08/02/1987                                                              | Nicosia                                                                 | Cipro                                                                   | 0 – 1                                                                   | Ungheria                                                                | Qual. Euro 1988                                                         | 1                                                                       |                                                                         |
| 08/03/1989                                                              | Budapest                                                                | Ungheria                                                                | 0 – 0                                                                   | Irlanda                                                                 | Qual. Mondiali 1990                                                     | -                                                                       |                                                                         |
| 12/04/1989                                                              | Budapest                                                                | Ungheria                                                                | 1 – 1                                                                   | Malta                                                                   | Qual. Mondiali 1990                                                     | 1                                                                       |                                                                         |
| 04/06/1989                                                              | Dublino                                                                 | Irlanda                                                                 | 2 – 0                                                                   | Ungheria                                                                | Qual. Mondiali 1990                                                     | -                                                                       |                                                                         |
| 11/10/1989                                                              | Budapest                                                                | Ungheria                                                                | 2 – 2                                                                   | Spagna                                                                  | Qual. Mondiali 1990                                                     | -                                                                       |                                                                         |
| 25/10/1989                                                              | Budapest                                                                | Ungheria                                                                | 1 – 1                                                                   | Grecia                                                                  | Amichevole                                                              | -                                                                       |                                                                         |
| Totale                                                                  |                                                                         | Presenze                                                                | 8                                                                       |                                                                         | Reti                                                                    | 3                                                                       |                                                                         |

## Palmarès

### Club
- Campionato ungherese: 1

MTK Budapest: 1986-1987

### Individuale
- Capocannoniere del campionato greco: 1

1988-1989 (20 gol)